# زاهد خلوت‌نشین دوش به میخانه شد
غزلی با مطلع «زاهد خلوت‌نشین دوش به میخانه شد»، غزل شمارهٔ ۱۷۰ از دیوانِ حافظ در تصحیحِ محمد قزوینی و قاسم غنی است.

## وزن
وزن این شعر از اوزان دوری است که متناوب الارکان به حساب می‌آید.
| مفتعلن    | فاعلن   | مفتعلن    | فاعلن   |
| --------- | ------- | --------- | ------- |
| ــ ں ں ــ | ــ ں ــ | ــ ں ں ــ | ــ ں ــ |

## در اجراها
عبدالوهاب شهیدی در برنامهٔ شمارهٔ ۳۶۹ از مجموعهٔ یک شاخهٔ گل این غزل را در آوازِ ابوعطا اجرا کرده است.